# Anisodes bizaria
Anisodes bizaria là một loài bướm đêm trong họ Geometridae.